# Biches et cerf au repos
Biches et cerf au repos é uma pintura criada pela pintora francesa Rosa Bonheur em 1867 . Este óleo sobre tela representa um cervo ao lado de uma corça descansando com seus dois filhotes em uma vegetação rasteira . Anteriormente parte da coleção de Dexter M. Ferry a pintura foi doada em 1920 por Queene Ferry Coonley ao Detroit Institute of Arts, onde está ainda guardada.